# Rexford (Montana)
Pour les articles homonymes, voir Rexford.
Rexford est une municipalité américaine située dans le comté de Lincoln au Montana. Selon le recensement de 2010, sa population est de 105 habitants. La municipalité s'étend sur 0,10 milles carrés (0,26 km2).
La localité est fondée au début du XXe siècle. Elle devient une municipalité en 1966 et est déplacée de quelques kilomètres pour permettre la création du barrage de Libby (en) et de son lac réservoir, le lac Koocanusa (en), qu'elle surplombe désormais.